# Sport- und Fitnesskaufmann
Sport- und Fitnesskaufmann bzw. -kauffrau ist ein Ausbildungsberuf, der 2001 in Deutschland eingeführt wurde. Er übernimmt Verwaltungs- und Organisationsaufgaben in Fitnesscentern und -anlagen sowie im Sportbetrieb. Sie arbeiten in Sportverbänden und -vereinen, bei Betreibern von Golfplätzen, Schwimmbädern, Kletterhallen und Fußballstadien, Wellness- und Gesundheitszentren, in Bäderämtern oder Tourismuszentralen. Auf Sportplätzen, in Sporthallen, Schwimmbädern oder Fitnessräumen führen sie zum Beispiel Fitness- bzw. Sportgeräte vor oder überwachen die Einhaltung von geltenden Sicherheitsvorschriften.
Der Beruf ist ein anerkannter Ausbildungsberuf nach dem Berufsbildungsgesetz. Er ist dem Berufsfeld Wirtschaft und Verwaltung mit dem Schwerpunkt Absatzwirtschaft und Kundenberatung zugeordnet. Der Beruf wird ohne Spezialisierung nach Fachrichtungen oder Schwerpunkten in der Sport- und Fitnessbranche ausgebildet. Die Ausbildungszeit beträgt 3 Jahre.